# 6.ª etapa del Tour de Francia 2024
La 6.ª etapa del Tour de Francia 2024 tuvo lugar el 4 de julio de 2024 y consistió en una etapa llana con inicio en Mâcon y final en Dijon, sobre un recorrido de 139,6 km. El vencedor fue el neerlandés Dylan Groenewegen del equipo Jayco AlUla, el esloveno Tadej Pogačar del UAE Team Emirates mantuvo el liderato.

## Clasificación de la etapa
| Mâcon - Dijon | etapa llana | (163,5 km) |

| \| Clasificación de la etapa \| Clasificación de la etapa \| Clasificación de la etapa \| Clasificación de la etapa \| Clasificación de la etapa \| \| Ciclista \| Ciclista \| Equipo \| Tiempo \| \| \| ------------------------- \| ------------------------- \| -------------------------- \| ------------------------- \| ------------------------- \| \| 1.º \| Dylan Groenewegen \| Team Jayco AlUla \| 3 h 31 min 55 s \| \| \| 2.º \| Biniam Girmay \| Intermarché-Wanty \| + 0 s \| \| \| 3.º \| Fernando Gaviria \| Movistar Team \| + 0 s \| \| \| 4.º \| Phil Bauhaus \| Bahrain Victorious \| + 0 s \| \| \| 5.º \| Arnaud De Lie \| Lotto Dstny \| + 0 s \| \| \| 6.º \| Wout van Aert \| Team Visma \\| Lease a Bike \| + 0 s \| \| \| 7.º \| Arnaud Démare \| Arkéa-B&B Hotels \| + 0 s \| \| \| 8.º \| Alexander Kristoff \| Uno-X Mobility \| + 0 s \| \| \| 9.º \| Pascal Ackermann \| Israel-Premier Tech \| + 0 s \| \| \| 10.º \| Piet Allegaert \| Cofidis \| + 0 s \| \| |                    |                            |                 |
| |                    |                            |                 |
| Fuentes: ProCyclingStats Cycling Quotient |                    |                            |                 |
| Clasificación de la etapa |                    |                            |                 |
| Ciclista | Ciclista           | Equipo                     | Tiempo          |
| 1.º | Dylan Groenewegen  | Team Jayco AlUla           | 3 h 31 min 55 s |
| 2.º | Biniam Girmay      | Intermarché-Wanty          | + 0 s           |
| 3.º | Fernando Gaviria   | Movistar Team              | + 0 s           |
| 4.º | Phil Bauhaus       | Bahrain Victorious         | + 0 s           |
| 5.º | Arnaud De Lie      | Lotto Dstny                | + 0 s           |
| 6.º | Wout van Aert      | Team Visma \| Lease a Bike | + 0 s           |
| 7.º | Arnaud Démare      | Arkéa-B&B Hotels           | + 0 s           |
| 8.º | Alexander Kristoff | Uno-X Mobility             | + 0 s           |
| 9.º | Pascal Ackermann   | Israel-Premier Tech        | + 0 s           |
| 10.º | Piet Allegaert     | Cofidis                    | + 0 s           |

## Clasificaciones al final de la etapa

### Clasificación general(Maillot Jaune)
| \| Clasificación general \| Clasificación general \| Clasificación general \| Clasificación general \| Clasificación general \| \| Ciclista \| Ciclista \| Equipo \| Tiempo \| \| \| --------------------- \| --------------------- \| -------------------------- \| --------------------- \| --------------------- \| \| 1.º \| Tadej Pogačar \| UAE Team Emirates \| 26 h 47 min 19 s \| \| \| 2.º \| Remco Evenepoel \| Soudal Quick-Step \| + 45 s \| \| \| 3.º \| Jonas Vingegaard \| Team Visma \\| Lease a Bike \| + 50 s \| \| \| 4.º \| Juan Ayuso \| UAE Team Emirates \| + 1 min 10 s \| \| \| 5.º \| Primož Roglič \| Red Bull-Bora-Hansgrohe \| + 1 min 14 s \| \| \| 6.º \| Carlos Rodríguez \| Ineos Grenadiers \| + 1 min 16 s \| \| \| 7.º \| Mikel Landa \| Soudal Quick-Step \| + 1 min 32 s \| \| \| 8.º \| João Almeida \| UAE Team Emirates \| + 1 min 32 s \| \| \| 9.º \| Giulio Ciccone \| Lidl-Trek \| + 3 min 20 s \| \| \| 10.º \| Egan Bernal \| Ineos Grenadiers \| + 3 min 21 s \| \| |                  |                            |                  |
| |                  |                            |                  |
| Fuentes: ProCyclingStats Cycling Quotient |                  |                            |                  |
| Clasificación general |                  |                            |                  |
| Ciclista | Ciclista         | Equipo                     | Tiempo           |
| 1.º | Tadej Pogačar    | UAE Team Emirates          | 26 h 47 min 19 s |
| 2.º | Remco Evenepoel  | Soudal Quick-Step          | + 45 s           |
| 3.º | Jonas Vingegaard | Team Visma \| Lease a Bike | + 50 s           |
| 4.º | Juan Ayuso       | UAE Team Emirates          | + 1 min 10 s     |
| 5.º | Primož Roglič    | Red Bull-Bora-Hansgrohe    | + 1 min 14 s     |
| 6.º | Carlos Rodríguez | Ineos Grenadiers           | + 1 min 16 s     |
| 7.º | Mikel Landa      | Soudal Quick-Step          | + 1 min 32 s     |
| 8.º | João Almeida     | UAE Team Emirates          | + 1 min 32 s     |
| 9.º | Giulio Ciccone   | Lidl-Trek                  | + 3 min 20 s     |
| 10.º | Egan Bernal      | Ineos Grenadiers           | + 3 min 21 s     |

### Clasificación por puntos(Maillot Vert)
| Clasificación por puntos | Clasificación por puntos | Clasificación por puntos | Clasificación por puntos | Clasificación por puntos |
| Ciclista                 | Ciclista                 | Equipo                   | Puntos                   |                          |
| ------------------------ | ------------------------ | ------------------------ | ------------------------ | ------------------------ |
| 1.º                      | Biniam Girmay            | Intermarché-Wanty        | 149 pts                  |                          |
| 2.º                      | Mads Pedersen            | Lidl-Trek                | 111 pts                  |                          |
| 3.º                      | Jonas Abrahamsen         | Uno-X Mobility           | 87 pts                   |                          |
| 4.º                      | Jasper Philipsen         | Alpecin-Deceuninck       | 85 pts                   |                          |
| 5.º                      | Bryan Coquard            | Cofidis                  | 75 pts                   |                          |
| 6.º                      | Fernando Gaviria         | Movistar Team            | 73 pts                   |                          |
| 7.º                      | Dylan Groenewegen        | Team Jayco AlUla         | 71 pts                   |                          |
| 8.º                      | Arnaud De Lie            | Lotto Dstny              | 64 pts                   |                          |
| 9.º                      | Arnaud Démare            | Arkéa-B&B Hotels         | 63 pts                   |                          |
| 10.º                     | Kévin Vauquelin          | Arkéa-B&B Hotels         | 60 pts                   |                          |

### Clasificación de la montaña(Maillot à Pois Rouges)
| Clasificación de la montaña | Clasificación de la montaña | Clasificación de la montaña | Clasificación de la montaña | Clasificación de la montaña |
| Ciclista                    | Ciclista                    | Equipo                      | Puntos                      |                             |
| --------------------------- | --------------------------- | --------------------------- | --------------------------- | --------------------------- |
| 1.º                         | Jonas Abrahamsen            | Uno-X Mobility              | 26 pts                      |                             |
| 2.º                         | Tadej Pogačar               | UAE Team Emirates           | 20 pts                      |                             |
| 3.º                         | Valentin Madouas            | Groupama-FDJ                | 16 pts                      |                             |
| 4.º                         | Jonas Vingegaard            | Team Visma \| Lease a Bike  | 15 pts                      |                             |
| 5.º                         | Remco Evenepoel             | Soudal Quick-Step           | 12 pts                      |                             |
| 6.º                         | Stephen Williams            | Israel-Premier Tech         | 10 pts                      |                             |
| 7.º                         | Carlos Rodríguez            | Ineos Grenadiers            | 10 pts                      |                             |
| 8.º                         | Frank van den Broek         | Team dsm-firmenich PostNL   | 9 pts                       |                             |
| 9.º                         | Ion Izagirre                | Cofidis                     | 8 pts                       |                             |
| 10.º                        | Juan Ayuso                  | UAE Team Emirates           | 8 pts                       |                             |

### Clasificación del mejor joven(Maillot Blanc)
| Clasificación del mejor joven | Clasificación del mejor joven | Clasificación del mejor joven | Clasificación del mejor joven | Clasificación del mejor joven |
| Ciclista                      | Ciclista                      | Equipo                        | Tiempo                        |                               |
| ----------------------------- | ----------------------------- | ----------------------------- | ----------------------------- | ----------------------------- |
| 1.º                           | Remco Evenepoel               | Soudal Quick-Step             | 26 h 48 min 04 s              |                               |
| 2.º                           | Juan Ayuso                    | UAE Team Emirates             | + 25 s                        |                               |
| 3.º                           | Carlos Rodríguez              | Ineos Grenadiers              | + 31 s                        |                               |
| 4.º                           | Matteo Jorgenson              | Team Visma \| Lease a Bike    | + 2 min 36 s                  |                               |
| 5.º                           | Santiago Buitrago             | Bahrain Victorious            | + 3 min 25 s                  |                               |
| 6.º                           | Ilan Van Wilder               | Soudal Quick-Step             | + 4 min 56 s                  |                               |
| 7.º                           | Ben Healy                     | EF Education-EasyPost         | + 7 min 27 s                  |                               |
| 8.º                           | Javier Romo                   | Movistar Team                 | + 9 min 04 s                  |                               |
| 9.º                           | Thomas Pidcock                | Ineos Grenadiers              | + 13 min 36 s                 |                               |
| 10.º                          | Oscar Onley                   | Team dsm-firmenich PostNL     | + 15 min 59 s                 |                               |

### Clasificación por equipos(Classement par Équipe)
| Clasificación por equipos | Clasificación por equipos  | Clasificación por equipos | Clasificación por equipos |
| Equipo                    | Equipo                     | Tiempo                    |                           |
| ------------------------- | -------------------------- | ------------------------- | ------------------------- |
| 1.º                       | UAE Team Emirates          | 80 h 25 min 01 s          |                           |
| 2.º                       | Ineos Grenadiers           | + 4 min 54 s              |                           |
| 3.º                       | Soudal Quick-Step          | + 5 min 02 s              |                           |
| 4.º                       | Red Bull-Bora-Hansgrohe    | + 6 min 34 s              |                           |
| 5.º                       | Bahrain Victorious         | + 11 min 27 s             |                           |
| 6.º                       | Movistar Team              | + 13 min 24 s             |                           |
| 7.º                       | Team Visma \| Lease a Bike | + 17 min 39 s             |                           |
| 8.º                       | EF Education-EasyPost      | + 24 min 06 s             |                           |
| 9.º                       | Lidl-Trek                  | + 28 min 41 s             |                           |
| 10.º                      | Team dsm-firmenich PostNL  | + 34 min 33 s             |                           |

## Abandonos
Ninguno.